# Constantin Braun
Constantin Braun (* 11. März 1988 in Lampertheim) ist ein deutscher Eishockeyspieler, der seit Juni 2023 bei den Nürnberg Ice Tigers aus der Deutschen Eishockey Liga (DEL) unter Vertrag steht und dort auf der Position des Verteidigers spielt. Zuvor war Braun unter anderem insgesamt 14 Spielzeiten für die Eisbären Berlin in der DEL aktiv und gewann insgesamt fünf Deutsche Meisterschaften. Sein jüngerer Bruder Laurin ist ebenfalls professioneller Eishockeyspieler.

## Karriere
Braun begann seine Eishockeykarriere in der Nachwuchsabteilung der Adler Mannheim. Durch gute Leistungen machte er dort auf sich aufmerksam und wechselte zur Saison 2004/05 zu den Eisbären Juniors Berlin in die dritthöchste deutsche Spielklasse. Allerdings kam er überwiegend für den Berliner Nachwuchs in der Deutschen Nachwuchsliga (DNL) zum Einsatz und absolvierte lediglich ein Spiel in der Oberliga. In den folgenden zwei Jahren spielte Braun für drei verschiedene Teams der Eisbären Berlin, sowohl bei den Profis in der Deutschen Eishockey Liga (DEL) als auch bei den Junioren in der DNL und Oberliga. Er kam auf insgesamt 40 Spiele in der DEL.

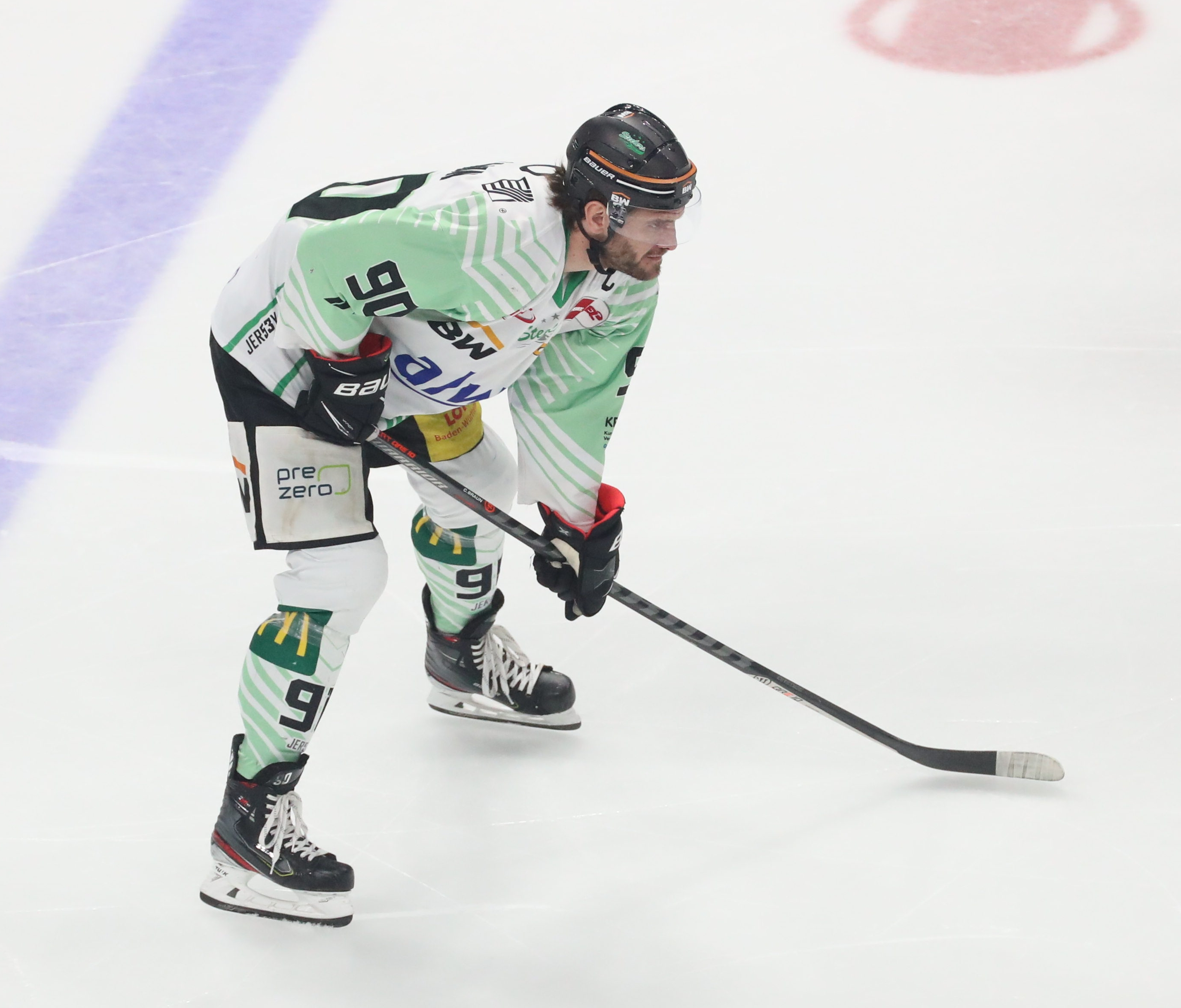
Braun im Trikot der Bietigheim Steelers (2022)

Im NHL Entry Draft 2006 wurde Constantin Braun von den Los Angeles Kings aus der National Hockey League (NHL) in der sechsten Runde an insgesamt 164. Stelle ausgewählt. Der damalige Flügelstürmer blieb in Deutschland und schaffte schließlich den endgültigen Durchbruch bei den Eisbären Berlin. Die Spielzeit 2007/08 gehörte zu den erfolgreichsten seiner bisherigen Karriere, da er sich in der DEL-Mannschaft etablierte und am Saisonende die Deutsche Meisterschaft gewann. Mit den Eisbären gewann er in den Jahren 2009, 2011, 2012 und 2013 vier weitere deutsche Meisterschaften, wobei er 2011 im dritten und entscheidenden Finale das spielentscheidende Tor erzielte. Im Oktober 2009 erhielt er eine Förderlizenz für die Dresdner Eislöwen, den Kooperationspartner der Eisbären in der 2. Bundesliga, um nach überstandener Schulterverletzung Spielpraxis zu sammeln. Er kam jedoch zu keinem Einsatz bei den Eislöwen. In der Saison 2010/11 spielte er erstmals als Verteidiger, nachdem er von Cheftrainer Don Jackson umgeschult worden war. Zudem gewann er mit den Eisbären im Jahr 2010 die European Trophy.
Am 2. August 2013 gab Braun bekannt, dass er sich in einer persönlichen Krise befände und sich eine Auszeit nehme, da er sich in eine medizinische Behandlung begeben habe. Am 22. November 2013 stand er erstmals wieder im Kader der Eisbären. Nach erneuter knapp dreimonatiger Pause im Herbst 2017 kehrte er am 1. Dezember 2017 in den aktiven Spielbetrieb zurück. In der Saison 2018/19 fehlte er den Eisbären aufgrund einer Therapie gegen seine Alkoholabhängigkeit; einen Teil der Spielzeit 2019/20 verpasste er aufgrund einer Innenbandteilruptur im Knie. Nur in den Spieljahren 2015/16 und 2016/17 bestritt Braun sämtliche Spiele für die Berliner und spielte in der Saison 2020/21 nur noch eine Rolle als Ergänzungsspieler.
Daher bat er den Klub im Dezember 2020 um eine Ausleihe zu den Krefeld Pinguinen. Nach Ablauf des Leihvertrages kehrte Braun zu den Eisbären zurück, wurde im Juli 2021 jedoch erneut an die Bietigheim Steelers ausgeliehen, bei denen er als Mannschaftskapitän agierte. Im Mai 2022 erhielt Braun einen festen Vertrag bei den Steelers, mit denen er am Ende der Spielzeit 2022/23 in die DEL2 abstieg und daraufhin zu den Nürnberg Ice Tigers wechselte. Anfang Januar 2025 wurde der im Sommer auslaufende Vertrag Brauns vorzeitig um ein Jahr verlängert.

### International
Im Nachwuchsbereich nahm Braun zunächst an den U18-Weltmeisterschaften 2005 und 2006 in der Top-Division teil. Mit der deutschen U20-Auswahl spielte er bei der Weltmeisterschaft 2007 ebenfalls in der Top-Division, konnte dort aber die Klasse nicht halten, so dass er im Folgejahr bei der Weltmeisterschaft der Division I antrat, wo der sofortige Wiederaufstieg gelang.
Im Jahr 2010 bekam er die erste Berufung für das A-Nationalteam, mit der er bei der Weltmeisterschaft 2010 in Deutschland den vierten Platz belegte. Auch bei den Weltmeisterschaften 2011, 2014 und 2016 gehörte er zum deutschen Kader. Darüber hinaus spielte er auch bei der Qualifikation für die Olympischen Winterspiele 2014 im russischen Sotschi.

## Erfolge und Auszeichnungen
| - 2004 DNL-Meister mit den Jungadler Mannheim - 2008 Deutscher Meister mit den Eisbären Berlin - 2009 Deutscher Meister mit den Eisbären Berlin - 2010 European-Trophy-Gewinn mit den Eisbären Berlin - 2011 Deutscher Meister mit den Eisbären Berlin | - 2012 Deutscher Meister mit den Eisbären Berlin - 2013 Deutscher Meister mit den Eisbären Berlin - 2013 Wertvollster Spieler der DEL-Playoffs - 2018 Deutscher Vizemeister mit den Eisbären Berlin |

### International
- 2008 Aufstieg in die Top-Division bei der U20-Weltmeisterschaft der Division I, Gruppe A

## Karrierestatistik
Stand: Ende der Saison 2024/25

### International
Vertrat Deutschland bei:
| - World U-17 Hockey Challenge 2005 - U18-Junioren-Weltmeisterschaft 2005 - U18-Junioren-Weltmeisterschaft 2006 - U20-Junioren-Weltmeisterschaft 2007 - U20-Junioren-Weltmeisterschaft der Division I 2008 | - Weltmeisterschaft 2010 - Weltmeisterschaft 2011 - Qualifikationsturnier für die Olympischen Winterspiele 2014 - Weltmeisterschaft 2014 - Weltmeisterschaft 2016 |

(Legende zur Spielerstatistik: Sp oder GP = absolvierte Spiele; T oder G = erzielte Tore; V oder A = erzielte Assists; Pkt oder Pts = erzielte Scorerpunkte; SM oder PIM = erhaltene Strafminuten; +/− = Plus/Minus-Bilanz; PP = erzielte Überzahltore; SH = erzielte Unterzahltore; GW = erzielte Siegtore; 1 Play-downs/Relegation; Kursiv: Statistik nicht vollständig)